# Xã Valhalla, Quận Wells, Bắc Dakota
Xã Valhalla (tiếng Anh: Valhalla Township) là một xã thuộc quận Wells, tiểu bang Bắc Dakota, Hoa Kỳ. Năm 2010, dân số của xã này là 20 người.